# 蒙隆
蒙隆（法語：Monlong，法語發音：[mɔ̃lɔ̃]）是法国上比利牛斯省的一个市镇，属于塔布区。

## 地理
蒙隆（43°12'22"N, 0°27'51"E）面积7.21 平方千米，位于法国奧克西塔尼大區上比利牛斯省，该省份为法国西南部内陆省份，北至热尔省，西接大西洋比利牛斯省，南与西班牙接壤，东临上加龙省。
与蒙隆接壤的市镇（或旧市镇、城区）包括：戈桑、阿尔内、拉萨勒、蒙莱翁马尼奥阿克、雷屈尔、雷若蒙、塔让。

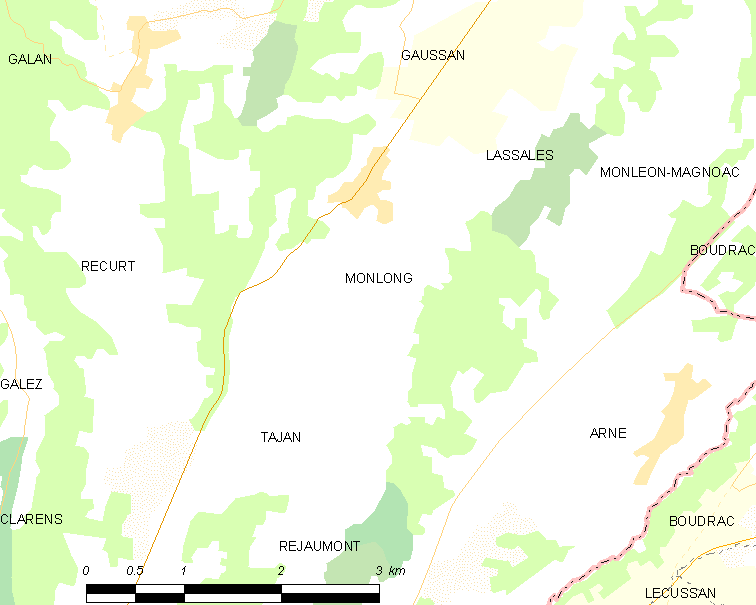
蒙隆的OSM定位图

蒙隆的时区为UTC+01:00、UTC+02:00（夏令时）。

## 行政
蒙隆的邮政编码为65670，INSEE市镇编码为65316。

## 政治
蒙隆所属的省级选区为山丘县。

## 人口

1962-2008年间蒙隆人口变化图示

蒙隆于2022年1月1日时的人口数量为109人。